# Церковный регион Мюнхен
Церковный регион Мюнхен (нем. Kirchenkreis München), ЦРМ —  один из шести церковных районов Евангелическо-лютеранской церкви Баварии. Он идентичен территории Верхней Баварии. Количество прихожан в регионе составляет 525 534 человек на 2018 год. Церковь объединяет 150 поместных евангелическо-лютеранских приходов на территории округа Верхняя Бавария земли Баварии.
В 1921 году в баварской государственной церкви были созданы церковные круги. Первоначально было три церковных округа (Ансбах, Мюнхен, Байройт). По соображениям церковной политики, район вокруг Нюрнберга был отделен от района Байройта в 1935 году и объявил свой собственный круг церквей. После Второй мировой войны ситуация с протестантами, выселенными со своих земель, требовала создания отдельных церковных районов для Восточной Баварии и Швабии.
Региональным епископом является Сюзанна Брейт-Кесслер.
Регион состоит из 7 деканатов:
1. Деканат Бад-Тёльц
2. Деканат Фрайзинг
3. Деканат Фюрстенфельдбрук
4. Деканат Мюнхен
5. Деканат Розенхайм
6. Деканат Траунштайн
7. Деканат Вайльхайм

## Деканат Мюнхен
Деканат состоит из 67 приходов, находящихся в городе Мюнхен. Количество прихожан составляет 252 436 человека(31.12.2016).
Центральной руководящей структурой деканата является Синод деканата, в который входит 31 человек, заседающий 10 раз в год и решающий центральное содержание и концепции церковной работы в Мюнхене, а также бюджет, кадровые дела и строительные меры Деканата. Особенностью является то, что две трети делегатов являются добровольцами.
С 2004 года деканом города Мюнхен является Барбара Киттельбергер.
Все приходы поделены на 6 продеканатов:
1. Продеканат Мюнхен-Север
2. Продеканат Мюнхен-Восток
3. Продеканат Мюнхен-Юговосток
4. Продеканат Мюнхен-Юг
5. Продеканат Мюнхен-Центр
6. Продеканат Мюнхен-Запад

### Продеканат Мюнхен-Центр
Деканат состоит из 6 приходов и 7 церквей, находящихся в центре города Мюнхен. Количество прихожан составляет 39 700 человек.
Декан города Мюнхен Барбара Киттельбергер также является деканом продеканата Мюнхен-Центр.
Приходы продеканата Мюнхен-Центр:
- Kreuzkirche
- Erlöserkirche
- Приход церкви Св. Марка (нем. St. Markus)
- St. Matthäus
- St. Lukas
- St. Johannes

Церкви продеканата Мюнхен-Центр:
1. Kreuzkirche
2. Erlöserkirche
3. Церковь Св. Марка (нем. St. Markus). Штаб-квартира руководителей деканата Мюнхен и продеканата Мюнхен-Центр.
4. St. Matthäus
5. St. Lukas
6. St. Johannes
7. St. Martinskapelle